# Neil Sullivan
Neil Sullivan (ur. 24 lutego 1970 w Sutton) – szkocki piłkarz występujący na pozycji bramkarza. Obecnie gra w Doncaster Rovers.

## Kariera klubowa
Neil Sullivan zawodową karierę rozpoczynał w 1988 roku zespole Wimbledon FC. Miejsce w pierwszym składzie tej drużyny wywalczył sobie jednak dopiero w sezonie 1996/1997, kiedy to wystąpił w 36 spotkaniach. Dla Wimbledonu Szkot rozegrał łącznie 181 ligowych pojedynków. W międzyczasie był wypożyczony do Crystal Palace, w którym jednak tylko raz dostał szansę występu. W 2000 roku Sullivan przeniósł się do Tottenhamu Hotspur, dla którego rozegrał 80 meczów. W sezonie 2003/2004 szkocki zawodnik reprezentował barwy Chelsea, jednak przegrał tam rywalizację o miejsce w składzie z Carlo Cudicinim. W 2004 roku Sullivan trafił do Leeds United. W swoim pierwszym sezonie w tej drużynie został wybrany najlepszym piłkarzem sezonu popularnych „Pawi”. Następnie Sullivan dwa razy był wypożyczany do Doncaster Rovers, najpierw w listopadzie 2006 roku, a później lutym 2007 roku. W maju 2007 roku Sullivan po raz trzeci trafił do drużyny „The Mighty Reds”, jednak tym razem został do niej sprzedany na stałe.

## Kariera reprezentacyjna
W reprezentacji Szkocji Sullivan zadebiutował w 1997 roku. Następnie Craig Brown powołał go do kadry na Mistrzostwa Świata 1998. Na mundialu tym Szkoci zajęli ostatnie miejsce w swojej grupie i odpadli z turnieju. Na francuskich boiskach pierwszym bramkarzem reprezentacji Szkocji był Jim Leighton, który bronił w każdym z trzech pojedynków. Łącznie dla drużyny narodowej Sullivan rozegrał 28 spotkań, a ostatni występ zanotował w 2003 roku.